# Bras-d’Asse
Bras-d’Asse település Franciaországban, Alpes-de-Haute-Provence megyében. Lakosainak száma 559 fő (2022. január 1.). Bras-d’Asse Estoublon, Puimoisson, Saint-Jeannet, Saint-Julien-d’Asse és Saint-Jurs községekkel határos.

## Népesség
A település népességének változása:
| Lakosok száma | 352  | 318  | 378  | 475  | 574  | 580  | 568  | 557  | 554  | 559  |
|               | 1968 | 1982 | 1990 | 2006 | 2013 | 2015 | 2017 | 2019 | 2020 | 2022 |